# Anaretella borealis
Anaretella borealis är en tvåvingeart som beskrevs av Boris Mamaev 1985. Anaretella borealis ingår i släktet Anaretella och familjen gallmyggor. Inga underarter finns listade i Catalogue of Life.